# Teorema del confronto di Sturm-Picone
In matematica, nel campo delle equazioni differenziali ordinarie, il teorema del confronto di Sturm–Picone, che prende nome da Jacques Sturm e Mauro Picone, è un noto teorema che permette di ricavare informazioni sul comportamento delle soluzioni di equazioni differenziali lineari confrontandole con le soluzioni di equazioni simili.

## Il teorema
Siano {\displaystyle p_{1}}, {\displaystyle p_{2}}, {\displaystyle q_{1}} e {\displaystyle q_{2}} funzioni continue a valori reali definite nell'intervallo {\displaystyle [a,b]}, e siano:
{\displaystyle (p_{1}(x)y^{\prime })^{\prime }+q_{1}(x)y=0}
{\displaystyle (p_{2}(x)y^{\prime })^{\prime }+q_{2}(x)y=0}
due equazioni differenziali lineari omogenee del secondo ordine, scritte in forma autoaggiunta con:
{\displaystyle 0<p_{2}(x)\leq p_{1}(x)\qquad q_{1}(x)\leq q_{2}(x)}
Sia {\displaystyle u} una soluzione non-banale della prima equazione avente due radici successive in {\displaystyle z_{1}} e {\displaystyle z_{2}}. Sia, inoltre, {\displaystyle v} una soluzione non-banale della seconda. Allora vale una delle seguenti proprietà:
- Esiste {\displaystyle x\in [z_{1},z_{2}]} tale che {\displaystyle v(x)=0}
- Esiste {\displaystyle \lambda \in \mathbb {R} } tale che {\displaystyle v(x)=\lambda u(x)}.

La prima parte della tesi venne dimostrata da Sturm, nel 1836. L'enunciato completo è dovuto a Picone (1910), la cui semplice dimostrazione si basa sull'utilizzo dell'identità di Picone. Nel caso particolare in cui le due equazioni siano identiche si ottiene il teorema di separazione di Sturm. Il teorema è stato poi esteso a sistemi di equazioni ordinarie e a equazioni differenziali alle derivate parziali di tipo ellittico.